# Karl Leo
Karl Leo (* 10. Juli 1960 in Freiburg im Breisgau) ist ein deutscher Physiker.

## Leben
Leo begann nach dem Abitur 1979 in St. Georgen im Schwarzwald und seinem Wehrdienst 1980 an der Universität Freiburg mit dem Physikstudium, das er 1985 mit einer Diplomarbeit am Fraunhofer-Institut für Solare Energiesysteme abschloss. Er ging 1986 für seine Doktorarbeit an das Max-Planck-Institut für Festkörperforschung in Stuttgart und promovierte bei Hans-Joachim Queisser 1988 an der Universität Stuttgart. Nach zwei Jahren als Otto-Hahn-Stipendiat bei den AT&T Bell Laboratories in Holmdel (New Jersey) ging er an das Institut für Halbleitertechnik der RWTH Aachen und habilitierte 1993. Zum Wintersemester 1993/94 erhielt er eine C4-Professur für Optoelektronik am Institut für Angewandte Photophysik der Technischen Universität Dresden, dessen Leitung er seither (mit Unterbrechung 2003–2006) innehat. Von 2001 bis 2013 war er auch für die Fraunhofer-Gesellschaft tätig, zuletzt als Institutsleiter der
Fraunhofer-Einrichtung für Organik, Materialien, und Elektronische Bauelemente COMEDD in Dresden.
Er ist verheiratet und hat zwei Kinder.

## Leistungen
Leo arbeitet auf dem Gebiet der Halbleiteroptik und der Physik dünner organischer Schichten. 1992 gelang ihm die Erzeugung und der Nachweis der Blochoszillationen in einem Halbleiter-Übergitter, ein Effekt, der lange als nicht nachweisbar galt. Mit organischen Festkörpern realisierte er neue Bauelementekonzepte, u. a. organische Leuchtdioden mit den weltweit niedrigsten Betriebsspannungen. Die Entwicklung dieser Dioden dauerte zehn Jahre. Mit den beiden Doktoranden, die ihm dabei halfen, gründete er das Unternehmen Novaled. Leo wurde 2002 mit dem Leibnizpreis, dem höchstdotierten deutschen Forschungspreis ausgezeichnet.
Er ist Mitgründer der Firma Heliatek GmbH (Dresden/Ulm), die sich mit der Entwicklung und Produktion von organischen Solarzellen beschäftigt.

## Auszeichnungen
- Otto-Hahn-Medaille, Max-Planck-Gesellschaft, 1989
- Rudolf-von-Bennigsen-Förderpreis des Landes Nordrhein-Westfalen, 1992
- Gottfried-Wilhelm-Leibniz-Preis, Deutsche Forschungsgemeinschaft, 2002
- Mitglied der Leopoldina, 2004[2]
- Manfred-von-Ardenne-Preis, 2006
- Deutscher Zukunftspreis, 2011
- Hector Wissenschaftspreis[3] und Mitglied der Hector Fellow Academy[4], 2014
- Technologietransferpreis der DPG, 2016
- Sächsischer Transferpreis 2019[5]
- Jan-Rajchmann-Preis der US-Society for Information Display, 2021
- Blaise-Pascal-Medaille, 2021
- Europäischer Erfinderpreis des Europäischen Patentamts für das Lebenswerk, 2021[6]
- Sächsischer Verdienstorden, 2025[7]